# Fernando Zampedri
Fernando Matías Zampedri (né le 14 février 1988 à Chajarí en Argentine) est un joueur de football argentin qui évolue au poste d'attaquant.

## Biographie
Avec le club de Tucumán, il participe à la Copa Libertadores (neuf matchs, cinq buts), et à la Copa Sudamericana (un match, un but).
Il termine meilleur buteur de la deuxième division argentine en 2015, avec 25 buts.

## Palmarès
Tucumán
- Championnat d'Argentine D2 :
  - Meilleur buteur : 2015 (25 buts).